# Aeshna
Aeshna é um gênero de libélulas da família Aeshnidae. O gênero Rhionaeschna foi recentemente separado.

## Espécies
Muitas espécies anteriormente incluídas em Aeshna foram divididas em outros gêneros, incluindo Afroaeschna, Andaeschna, Pinheyschna, Rhionaeschna e Zosteraeschna.
O gênero Aeshna inclui estas espécies:
- Aeshna affinis Van der Linden, 1820[3][4]
- †Aeshna andancensis Nel & Brisac, 1994[5]
- Aeshna athalia Needham, 1930
- Aeshna caerulea (Ström, 1783)[3]
- Aeshna canadensis Walker, 1908[6]
- Aeshna clepsydra Say, 1839[6]
- Aeshna constricta Say, 1839[6]
- Aeshna crenata Hagen, 1856[4]
- Aeshna cyanea (Müller, 1764)[4][3]
- Aeshna eremita Scudder, 1866[6]
- Aeshna frontalis Navás, 1936
- Aeshna grandis (Linnaeus, 1758)[3]
- Aeshna interrupta Walker, 1908[6]
- Aeshna isoceles - Norfolk Hawker
- Aeshna juncea (Linnaeus, 1758)[3][6][4]
- Aeshna mixta Latreille, 1805[3]
- Aeshna palmata Hagen, 1856[6]
- Aeshna persephone Donnelly, 1961[6]
- Aeshna petalura Martin, 1909
- Aeshna septentrionalis Burmeister, 1839[6]
- Aeshna serrata Hagen, 1856[4]
- Aeshna shennong Zhang & Cai, 2014
- Aeshna sitchensis Hagen, 1861[6]
- Aeshna subarctica Walker, 1908[4][7]
- Aeshna tuberculifera Walker, 1908[6]
- Aeshna umbrosa Walker, 1908[6]
- Aeshna vercanica Schneider, Schneider, Schneider, Verstraete & Dumont, 2015
- Aeshna verticalis Hagen, 1861[6]
- Aeshna viridis Eversmann, 1836[4]
- Aeshna walkeri Kennedy, 1917[6]
- Aeshna williamsoniana Calvert, 1905[8]